# 近畿大学吹奏楽部
近畿大学吹奏楽部（きんきだいがくすいそうがくぶ、Kindai University  Band）は、日本のアマチュア吹奏楽団。近畿大学に属する吹奏楽クラブである。2021年時点で全日本吹奏楽コンクールに通算33回出場している（金賞22回、銀賞10回、銅賞1回）。

## 歴史
- 1963年 応援団(音楽部)から、大学直属の団体が誕生
- 1965年 吹奏楽部に改称
- 1975年 全日本吹奏楽コンクールで初出場、金賞初受賞
- 1979年-1983年 全日本吹奏楽コンクール5年連続金賞受賞を達成
- 1983年 ローマ・フィレンツェ(イタリア)、クラーゲンフルト・ウィーン(オーストリア)、ミュンヘン(西ドイツ)にて公演
- 1984年 Purdue University Symphonic Band(アメリカ)とジョイントコンサート
- 第32回全日本吹奏楽コンクール招待演奏/交響詩ローマの松よりアッピア街道の松ほか(名古屋市民会館)
- 1987年 第4回JBA-ABA合同会議(テネシー州)の他、インディアナ州で公演
- 1989年-1993年 全日本吹奏楽コンクール5年連続金賞受賞を達成(2回目)
- 1991年 シドニー オペラ・ハウス国際音楽祭での招待公演
- 1993年 欧州演奏旅行（フランス～スペイン）
- ユーロディズニー演奏会(フランス・パリ)公演
- Mareny Blau 野外コンサート公演(スペイン)
- 第6回WASBE世界吹奏楽大会(スペイン・バレンシア)ガラ・コンサート公演（Palau de la Música de València）[1]
- 1994年 吹楽Ⅱに出演(サントリーホール)
- 第42回全日本吹奏楽コンクール招待演奏/バレエ組曲シバの女王ベルキス　全曲（アクトシティ浜松大ホール)
- 1997年 World Music Contest 1st div(オランダ・ケルクラード)金賞受賞、ドイツ・オーストリアにて公演
- 2002年 4th International Alpine Music Festival(スイス・ザースフェー)金賞受賞
- Koninklijk Harmonieorkest Vooruit（ベルギー・ハレルベーケ）とジョイントコンサート
- Orchesterverein Hilgen 1912 e. V.（ドイツ・ブルシャイド）とジョイントコンサート
- World Music Contest (Concert Div).（オランダ・ケルクラード）金賞受賞
- 2002年 Yuhhau Concert Band(シンガポール)とジョイントコンサート
- 2006年 ホノルルフェスティバル(アメリカ・ハワイ)出演
- 2007年 the University of Washington Wind Ensemble(アメリカ)とジョイントコンサート
- 2008年 Fairfield Symphonic Band(シンガポール）とジョイントコンサート
- 2014年 Augastana College Symphonic Band(アメリカ)とジョイントコンサート
- 2016年 第7回 韓国国際吹奏楽祭(ソウル)出演[2]
- 2018年 第66回全日本吹奏楽コンクール(アルカイックホール)に於いて、通算22回目の金賞受賞[3]

## 全日本吹奏楽コンクールの成績
| 年度 | 回 | 指揮者 | 課題曲 | 自由曲 | 賞 |
| ---- | -- | --- | --- | --- | --- |
| 1965 | 14 | | シンフォニック・プレリュード A.リード | 音楽祭のプレリュード A.リード | 関西大会:出場 (代表ならず) |
| 1970 | 19 | 木原 博 | 音楽祭のプレリュード A.リード | マスク マクベス | 関西大会:出場 (代表ならず) |
| 1971 | 20 | 立岡秀男 | 行進曲「太陽の下に」 奥村一 | 呪文と踊り チャンス | 関西大会:出場 (代表ならず) |
| 1973 | 21 | 有田耕三 | 吹奏楽のためのアラベスク 名取吾朗 | セレブレーション クレストン | 関西大会:出場 (代表ならず) |
| 1975 | 23 | 麻中 勉 | C:吹奏楽のための練習曲 小林徹 | 組曲《惑星》より 木星 ホルスト | 金 |
| 1976 | 24 | 谷口邦博 | C:カンティレーナ 保科洋 | 交響詩「わが祖国」より第3曲《シャールカ》 スメタナ | 大阪府大会:出場 (代表ならず) |
| 1978 | 26 | 渡辺 励 | A:ジュビラーテ ジェイガー | エル・サロン・メヒコ コープランド | 銀 |
| 1979 | 27 | 辻井清幸 | B:プレリュード 浦田健次郎 | 黙示 (アポカリプス) ジェイガー | 金 |
| 1980 | 28 | 辻井清幸 | B:吹奏楽のための序曲《南の島から》 服部公一 | プレリュードとダンス クレストン | 金 |
| 1981 | 29 | 森下治郎 | B:東北地方の民謡によるコラージュ 櫛田胅之扶 | 組曲《道化師》 より プロローグ、パントマイム、リリカルシーン、エピローグ カバレフスキー ／藤田玄播編                                                                                | 金 |
| 1982 | 30 | 森下治郎 | D:サンライズ・マーチ 岩河三郎 | アンティフォナーレ ネリベル | 金 |
| 1983 | 31 | 森下治郎 | B:白鳳狂詩曲 藤掛廣幸 | 大阪俗謡による幻想曲 大栗裕 | 金 |
| 1984 | 32 | 【5年連続金賞受賞記念特別演奏】 交響詩「ローマの松」より アッピア街道の松 / レスピーギ／ガイ・デューガー編 フックト・オン・アメリカ / 岩井直溥編 行進曲「星条旗よ永遠なれ」/ スーザ | 【5年連続金賞受賞記念特別演奏】 交響詩「ローマの松」より アッピア街道の松 / レスピーギ／ガイ・デューガー編 フックト・オン・アメリカ / 岩井直溥編 行進曲「星条旗よ永遠なれ」/ スーザ | 【5年連続金賞受賞記念特別演奏】 交響詩「ローマの松」より アッピア街道の松 / レスピーギ／ガイ・デューガー編 フックト・オン・アメリカ / 岩井直溥編 行進曲「星条旗よ永遠なれ」/ スーザ | 【5年連続金賞受賞記念特別演奏】 交響詩「ローマの松」より アッピア街道の松 / レスピーギ／ガイ・デューガー編 フックト・オン・アメリカ / 岩井直溥編 行進曲「星条旗よ永遠なれ」/ スーザ |
| 1985 | 33 | 辻井清幸 | A:Overture FIVE RINGS 三枝成彰 | ヒロイック・サガ ジェイガー | 銀 |
| 1986 | 34 | 辻井清幸 | C:吹奏楽のための序曲 間宮芳生 | ルイ・ブルジョアの讃美歌による変奏曲 C.T.スミス | 金 |
| 1987 | 35 | 辻井清幸 | B:渚スコープ 吉田峰明 | 交響詩「ローマの祭り」より IV.主顕祭 レスピーギ／吉永陽一編 | 銀 |
| 1989 | 37 | 岡 正人 | D:ポップス・マーチ「すてきな日々」 岩井直溥 | バレエ音楽「ロメオとジュリエット」より モンタギュー家とキャピュレット家、タイボルトの死、ジュリエットの死 プロコフィエフ ／野口泰正編                                               | 金 |
| 1990 | 38 | 薮中登来夫 | C:マーチ「カタロニアの栄光」 間宮芳生 | カルミナ・ブラーナ オルフ／クランス編 | 金 |
| 1991 | 39 | 薮中登来夫 | B:コーラル・ブルー 沖縄民謡「谷茶前」の主題による交響的印象 真島俊夫 | 交響組曲「寄港地」より Ⅱ.チュニスよりネフタ Ⅲ.ヴァレンシア イベール／デュポン編 | 金 |
| 1992 | 40 | 福元祥高 | C:吹奏楽のための《クロス・バイ・マーチ》 三善晃 | メディアの復讐の踊り バーバー／木村吉宏編 | 金 |
| 1993 | 41 | 島田昌登 | Ⅱ:スター・パズル・マーチ 小長谷宗一 | バレエ組曲「審問」 ウォルトン／木村吉宏編 | 金 |
| 1994 | 42 | 【5年連続金賞受賞記念特別演奏】 バレエ組曲「シバの女王ベルキス」/ レスピーギ／小長谷宗一編                                                                                          | 【5年連続金賞受賞記念特別演奏】 バレエ組曲「シバの女王ベルキス」/ レスピーギ／小長谷宗一編                                                                                          | 【5年連続金賞受賞記念特別演奏】 バレエ組曲「シバの女王ベルキス」/ レスピーギ／小長谷宗一編                                                                                          | 【5年連続金賞受賞記念特別演奏】 バレエ組曲「シバの女王ベルキス」/ レスピーギ／小長谷宗一編                                                                                          |
| 1995 | 43 | 野田和人 | Ⅱ:スプリング・マーチ 大石美香 | 映画音楽「ハムレット」 ウォルトン／木村吉宏編 | 金 |
| 1996 | 44 | 古館正夫 | V:交響的譚詩〜吹奏楽のための 露木正登 | 交響的印象「教会のステンドグラス」より Ⅱ.大天使聖ミカエル レスピーギ／藤田玄播編 | 金 |
| 1997 | 45 | 松原嘉昭 | Ⅲ:五月の風 真島俊夫 | 映画音楽「お気に召すまま」より I.プレリュード Ⅲ.緑の木の下で Ⅳ.泉 V.婚礼の行列 ウォルトン／木村吉宏編                                                                               | 金 |
| 1999 | 47 | 三野泰弘 | Ⅳ:行進曲「K点を越えて」 高橋伸哉 | ベルファゴール序曲 レスピーギ／木村吉宏編 | 金 |
| 2000 | 48 | 大西道一 | Ⅲ:胎動の時代―吹奏楽のために 池辺晋一郎 | 映画音楽「リチャード三世」 ウォルトン (瀬尾宗利) | 銀 |
| 2001 | 49 | 齊藤角博 | Ⅲ:あの丘をこえて 星谷丈生 | 地の精のバラード レスピーギ／木村吉宏編 | 銀 |
| 2003 | 51 | 竹森正二 | Ⅲ:ウィナーズ―吹奏楽のための行進曲 諏訪雅彦 | 組曲「馬あぶ」 ショスタコーヴィチ／木村吉宏編 | 銅 |
| 2004 | 52 | 高田香織 | Ⅲ:祈りの旅 北爪道夫 | パリのスケッチ エレビー | 府大会:金 (代表ならず) |
| 2005 | 53 | 守屋英二 | I:パクス・ロマーナ 松尾善雄 | 大阪俗謡による幻想曲 大栗裕 | 銀 |
| 2006 | 54 | 守屋英二 | I:架空の伝説のための前奏曲 山内雅弘 | 放射と瞑想(エマナチェ・イ・メディタチェ)より パート2 天野正道 | 関西大会:銀 |
| 2007 | 55 | 森下治郎 | Ⅳ:マーチ「ブルースカイ」 高木登古 | プラハのための音楽1968 フサ | 金 |
| 2008 | 56 | 森下治郎 | V:火の断章 井澗昌樹 | シダス ドス | 金 |
| 2009 | 57 | 森下治郎 | Ⅴ:躍動する魂〜吹奏楽のための 江原大介 | 第一旋法によるティエントと皇帝の戦い ハルフテル／角谷晃司編 | 銀 |
| 2011 | 59 | 森下治郎 | Ⅱ:天国の島 佐藤博昭 | 地の精のバラード レスピーギ／木村吉宏編 | 金 |
| 2012 | 60 | 森下治郎 | Ⅲ:吹奏楽のための綺想曲「じゅげむ」 足立正 | アルメニア狂詩曲第1番 コミタス | 銀 |
| 2013 | 61 | 森下治郎 | Ⅴ:流沙 広瀬正憲 | 輝かしい交響曲 ゴトコフスキー | 銀 |
| 2014 | 62 | 森下治郎 | I:最果ての城のゼビア 中西英介 | 交響曲第3番 より Ⅳ. バーンズ | 銀 |
| 2015 | 63 | 森下治郎 | Ⅴ:暁闇の宴 朴守賢 | 久堅の幹 長生淳 | 金 |
| 2016 | 64 | 森下治郎 | V:焔 島田尚美 | 吹奏楽のための交響的断章第1番 「レブロール」 ブロトンス | 関西大会:金 (代表ならず) |
| 2017 | 65 | 森下治郎 | Ⅴ:メタモルフォーゼ〜吹奏楽のために 川合清裕 | 交響曲第6番「コッツウォルド・シンフォニー」 より I. V. VI. ブージョワ | 金 |
| 2018 | 66 | 森下治郎 | Ⅴ:エレウシスの祭儀 咲間貴裕 | 交響曲第4番 D.マスランカ | 金 |
| 2019 | 67 | 森下治郎 | Ⅴ:ビスマス・サイケデリアI 日景貴文 | グローシスII A.B.ポンソダ | 関西大会:金 (代表ならず) |
| 2021 | 69 | 西田圭志 | Ⅳ:吹奏楽のための「エール・マーチ」 宮下秀樹 | 「交響的舞曲」より第３楽章 S.ラフマニノフ（P.ラヴェンダー） | 関西大会:銀 |

## 公演・出演

### 公演
- POPS CONCERT[4][5]‐毎年3月または5月頃、近畿大学11月ホールで開催
- 定期演奏会‐毎年12月第1または第2月曜日、大阪フェスティバルホール（以前はザ・シンフォニーホール開催経験有）で開催
- ジョイントコンサート‐過去の共演団体:立命館大学応援団吹奏楽部、龍谷大学吹奏楽部、合同ジョイントなど
- その他‐入学式・卒業式、文化祭「生駒祭」、オープンキャンパスでの学内演奏、録音や録画、依頼演奏など

### テレビ出演
- 情報ライブ ミヤネ屋（読売テレビ、2019年5月1日）- 令和元年初回放送を記念し、オープニングに出演

## CD販売
株式会社 ワコーレコード よりライブ収録で販売。
- 『プラハのための音楽1968』(第47回 '07 12/10)
- 『組曲「展覧会の絵」』(第48回 '08 11/25)
- 『バレエ音楽「火の鳥」』(第49回 '09 11/30)
- 『交響詩「ローマの松」』(第50回 '10 11/24)
- 『組曲「惑星」より』(第51回 '11 11/24)
- 『ウェーバーの主題による交響的変容』(第52回 '12 11/26)
- 『エクストリーム・メイクオーヴァー』(第53回 '13 12/2)
- 『「交響曲第3番」』(第54回 '14 12/8)

ブレーン株式会社 より販売。
- 『LegendaryⅡ「近畿大学吹奏楽部」』(1998)
- 『PLAYS バッハ & レスピーギ』(2002)
- 『岩井直溥コレクション Vol.2 』(2013)